# Alloces

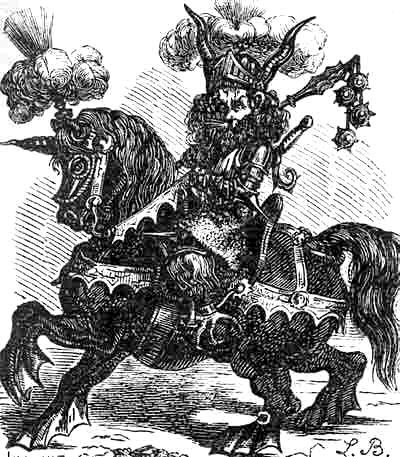
Alloces conforme o "Dictionaire Infernnale"

Na demonologia, Allocer (também escrito como Alocer ou Alloces) é um demônio cuja posição hierárquica é de um Grande Duque do inferno e que tem trinta e seis legiões de demónios sob seu comando. Ele induz as pessoas à imoralidade e ensina artes e todos os mistérios do céu.
Na descrição de Johann Weyer, aparece na forma de um cavaleiro montado num cavalo enorme. Seu rosto tem características leoninas, ele tem um aspecto avermelhado com seus olhos flamejando em chamas e fala com muita gravidade. Diz-se que fornece bons familiares e também ensina astronomia e artes liberais. Allocer é muitas vezes representado cavalgando um cavalo com pernas de dragão.